# Стипан Матијевић
Стипан Матијевић (Суботица, 9. јула 1872. - 31. маја 1939) био је суботички правник, градоначелник и велики жупан. Аутор је већег броја чланака, есеја и студија.

## Биографија
Рођен је у Суботици. Основну школу и гимназију је завршио у родном граду, а право је студирао у Пешти. Звање доктора је стекао 1898. године, а наредне године је положио адвокатски испит и отворио адвокатску а затим јавно-бележничку канцеларију у Суботици.
Заједно са др. Врањом Сударевићем, Беном Сударевићем, Марко Стипићем, Андријом Стипићем и Пајом Вујковићем основао је 1894. удружење „Коло младежи”.
За време Првог светског рата био је мађарски официр и војни судија у Београду. Због ослобађајућих пресуда против оптужених Срба смењен је и против њега је покренута истрага.
Од новембра 1918. до маја 1920. био је градоначелник и велики жупан у Суботице. Затим је био краљевски јавни бележник.
Био је председник Буњевачке матице, један од оснивача и главних сарадника буњевачког Национално-просветног друштва „Иван Антуновић” и почасни секретар Народног збора у Суботици. Припадао је Радикалној странци.
Сарађивао је у листовима „Југословенски дневник” и „Северна пошта”.
Године 1928. објавио је мемоаре „Догађаји који су се одиграли за време мог јавног деловања”  88460807.
Одликован је орденима Светог Саве III реда 1925. године, орденом Југословенске круне IV. реда и орденом Белог орла V. реда.
Два пута се женио. Имао је петоро деце. У првом браку са Јозефином рођ. Малагурски имао је сина Лазара и кћер Сузану и Магдалену. У другом браку са Јеленом рођ. Пекић имао је кћери Кристину и Олгу.

## Дела
- Argumenti za očuvanje i održanje Trijanonskog mirovinskog ugovora, 1932.